# Албулешть
Албулешть, Албулешті (рум. Albulești) — село у повіті Мехедінць в Румунії. Входить до складу комуни Думбрава.
Село розташоване на відстані 229 км на захід від Бухареста, 45 км на схід від Дробета-Турну-Северина, 52 км на північний захід від Крайови.

## Населення
За даними перепису населення 2002 року у селі проживали 742 особи, усі — румуни. Усі жителі села рідною мовою назвали румунську.